# Haynald Lajos

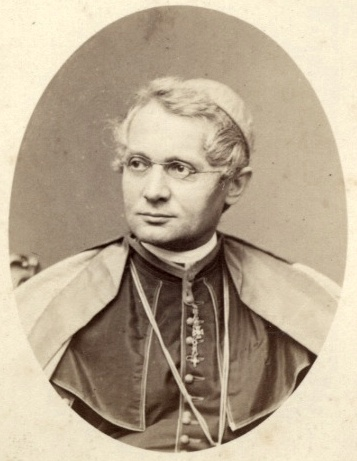
Haynald Lajos (1870)

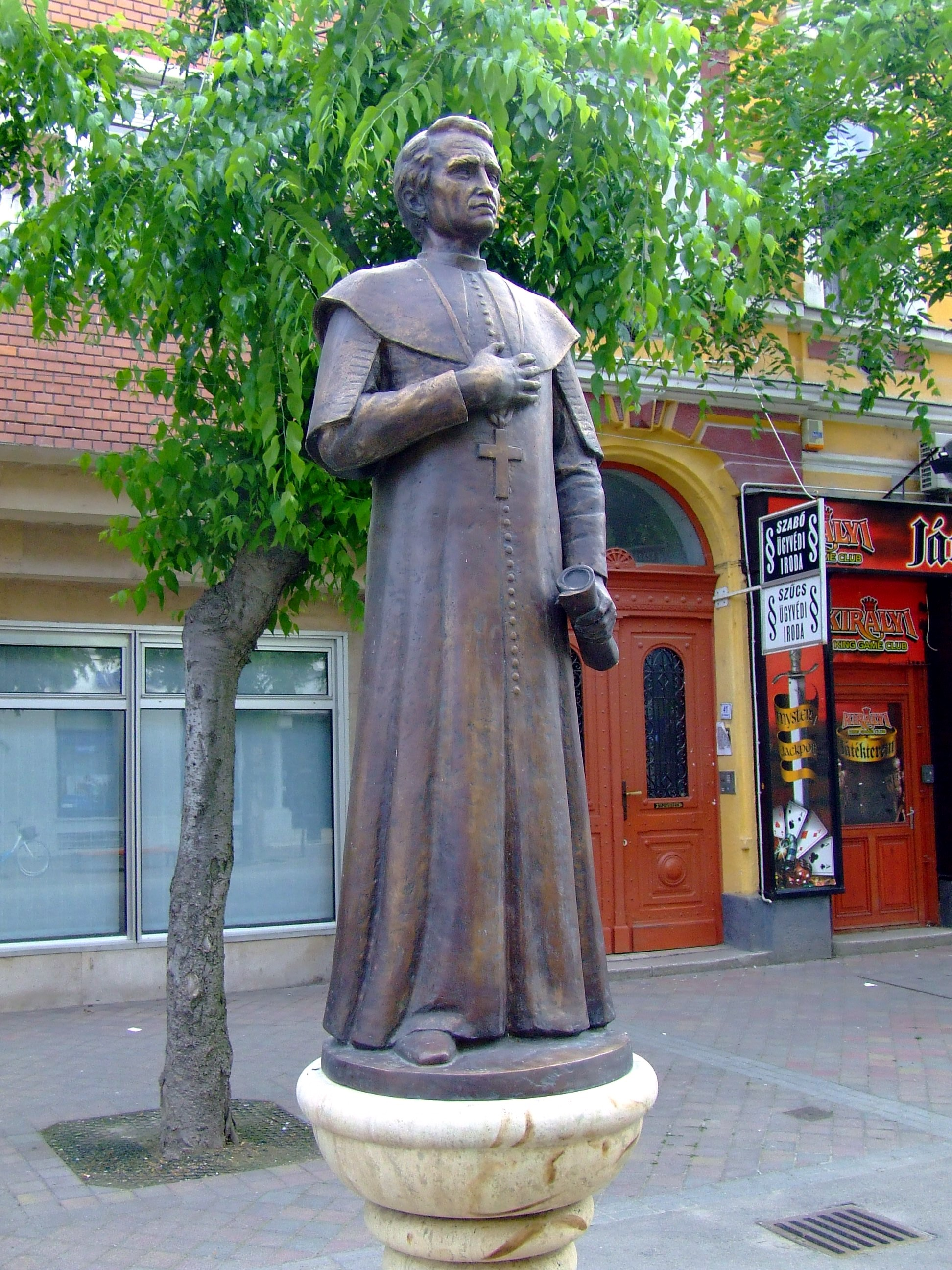
Szobra Kalocsán. Hunyadi László szobrászművész alkotása (2000)

Haynald Lajos (Szécsény, 1816. október 3. – Kalocsa, 1891. július 4.) teológiai doktor, kalocsai bíboros érsek, erdélyi katolikus püspök, botanikus. Botanikai szakmunkákban nevének rövidítése: „Haynald”.

## Élete
Haynald István és Jüttner Franciska fia. A gimnáziumot 1824-től Vácon, 1826-tól Pesten (mindkét helyen a piaristáknál), 1828-tól Esztergomban végezte. 1830. szeptember 3-án növendék papnak vették föl és a pozsonyi Emericanumban töltött egy évet; 1831-től a bölcseletet a Nagyszombati Egyetemen, 1833-tól a teológiát Bécsben hallgatta. 1839. október 15-én miséspappá szentelték föl. A bécsi Augustineumban készült a teológiai doktorátusra, melyet 1841-ben szerzett meg. Segédlelkész volt Pest-Lipótvárosban és Budavárban. 1842. augusztus 11-én Kopácsy József hercegprímás kinevezte az esztergomi presbitériumba hittantanárnak. 1846 májusában a hercegprímás titkárának hívta meg udvarába: hivatalba lépése előtt azonban a külföldi egyházkormányzat és papnevelés tanulmányozására utazni küldte, útjáról naplót készített, kiszabott idejének legnagyobb részét Párizsban töltötte.
1846 őszén érseki titkári hivatalába lépett. A prímás halála után, 1847 decemberében Kunszt József káptalani helynök esztergomi főegyházmegyei irodaigazgatóvá nevezte ki és rövid időn belül – megőrizve irodaigazgatói tisztségét is – Bécsből udvari kápláni címet is nyert. Az 1849. április 14-ei függetlenségi nyilatkozatot és a Szemere-kormány rendeleteit nem engedte meg kihirdetni az egyházmegyében (Haynald ugyanis a magyar alkotmányhoz volt hű), ezért június 18-án irodaigazgatói tisztségéből felfüggesztették, ő pedig visszavonult a szécsényi szülői házba. A szabadságharc leverése után Scitovszky János hercegprímás ismét a prímási iroda igazgatójává nevezte ki.
1851. szeptember 9-én Ferenc József kinevezte Kovács Miklós erdélyi püspök koadjutorává, püspöki ranggal (kinevezésének sajtóbeli közzétételére hat nap múlva került sor). A kinevezés a közzététel ellenére is diplomáciai bonyodalmat keltett a bécsi udvar és Róma között (részben mert Kovács Miklós püspök lemondott, részben az új püspök joghatósága miatt), így csak 1852. március 15-én tudta elfoglalni erdélyi koadjutori posztját, miután a pápa is támogatta a kinevezését. Viszont a koadjutori kinevezéséhez szükséges pápai bullák – melyekben egyúttal hebroni címzetes püspöki kinevezést is kapott – így is csak júliusban készültek el. 1852. október 15-én tényleges erdélyi püspök lett. 1854. január 24-én a belső titkos tanácsosi címet nyerte. Mint erdélyi püspök megyéjében több ízben prédikált és bérmált; különösen az egyházi fegyelem megszilárdítása és a népiskolák ügyének emelése körül volt sok érdeme. Tíz év alatt tett alapítványainak és adakozásainak összege jóval meghaladja a 300 ezer forintot. 1861. március 24-én az erdélyi királyi valóságos kormányszéki tanácsosává nevezték ki.
Az októberi diploma kiadása után megindult mozgalomban – a jogi kontinuitás gondolatát képviselve – Magyarország és Erdély unióját sürgette és azt javasolta, hogy az országgyűlésen is Erdély a magyar országgyűlés részeként jelenjen meg. Álláspontját a gyulafehérvári értekezleten fejtette ki 1861. február 19-én, melynek ő volt a házigazdája (megjelent a Pesti Napló 41. számában). Ezen az értekezleten ültek le első alkalommal egy asztalhoz a magyar, román, székely, szász képviselők és Erdély jövője volt az értekezlet témája.
Amikor az október 3-ai gyulafehérvári gyűlésen a bécsi kormány újabb alkotmánysértése ellen ismét fölszólalt és azt erősen elítélte, megindult ellene az üldözés. 1863-ban Ferenc József főkegyúri kérésének megfelelve lemondott erdélyi püspöki tisztéről, így nem kellett tovább a Rainer Ferdinánd főherceg vezette kormány (melyben Schmerling államminiszternek jutott a kulcsszerep) és Nádasdy Ferenc erdélyi kancellár politikai törekvéseit szolgálnia.

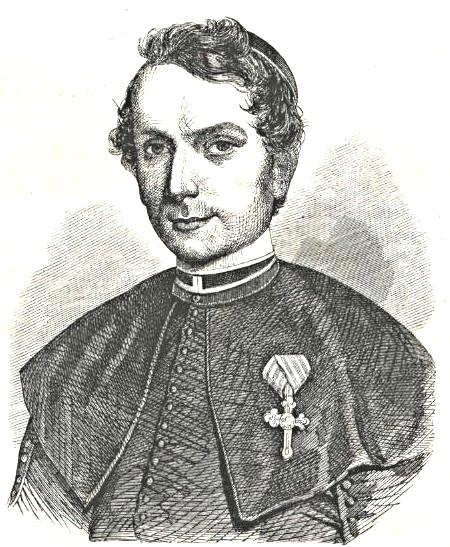
Haynald Lajos portréja a Vasárnapi Ujságban

IX. Piusz pápa 1864. szeptember 24-én feloldotta püspöki teendői alól, címzetes karthágói érsekké nevezte ki és Rómába hívta, ahol mint a rendkívüli ügyek tárgyalásával megbízott kongregáció tagja tekintélyes állást foglalt el. 1867 áprilisában kalocsai érsekként tért vissza hazájába. 1868. március 17-én a Magyar Tudományos Akadémia tiszteleti tagjává választotta. 1870-ben 12,000 frtnyi alapítványa tette lehetővé, hogy a Magyar Nemzeti Múzeum növénygyűjteményét önálló osztállyá szervezzék. 1870-ben az első vatikáni zsinaton elfoglalt ellenzéki állásával a pápa neheztelését vonta magára. 1874-ben a firenzei nemzetközi kertészeti kongresszuson megjelent; 1875-ben a brüsszeli nemzetközi közegészségügyi kongresszus előmunkálataiban részt vett; 1876-ban a Budapesten tartott nemzetközi statisztikai kongresszuson elnökölt. 1877. június 6-án a Szent István-rend nagykeresztjét kapta és 1879. május 12-én bíboros lett. Kalocsán hasonló tevékenységet fejtett ki, mint előbb Erdélyben; alapítványai s adományai 4.209,730 forintot tesznek. 1877-ben megalapítja a kalocsai főgimnáziumban a kalocsai csillagdát. Utazásai s összeköttetései lehetővé tették neki egy olyan növénygyűjtemény összeállítását, mely gazdaság s rendezettség tekintetében Európában az elsők egyike, amelyet gazdag könyvtárával együtt a Magyar Nemzeti Múzeumnak ajándékozott. A királyi pár ezüstmenyegzője, valamint belső titkos tanácsossá kinevezése alkalmából az egyházi zene, festészet és szobrászat előmozdítására alapítványt tett.
A könyvvizsgálással, a hitterjesztéssel s a búcsúk és szent ereklyék ügyével megbízott római szent ügyek tanácsosa, római gróf, Róma város nemes polgára, a kath. religio római akadémiájának tagja, az Accademia dei Nuovi Lincei római társulatnak, a San Luca-féle római képzőművészeti akadémiának, az Institut Egyptien, a palermói tud. akad., a bukaresti akadémiának, a természetvizsgálók Lipót-Károly-féle császári német akadémiájának Gerbert névvel, a magyar természetbúvárok budapesti egyesületének, a rajnai poroszországi és vesztfáliai természetbúvárok társulatának, a francia nemzeti cherbourgi, a budapesti m. kir. egyetem hittani karának bekebelezett, a magyarországi műemlékek országos bizottságának kültagja, a leuveni egyetemen a természettudományok tiszteletbeli doktora, Baja s Erzsébetváros díszpolgára, pápai arany érdemkeresztes és több rend tulajdonosa.
Az 1841-ben alakult Religio és Nevelésbe és a Jelenkorba a francia, angol és olasz lapokból kiszemelt fordításokat, később ismertető cikkeket, végül erélyes vitatkozásokat írt. Majd a német időszaki sajtó terén is nem egyszer képviselte a magyar egyház ügyét; egyebek közt 1845-ben az ágostai Allgemeine Zeitungban Horárik katolikus pap kilépése alkalmából a magyar főpapság ellen intézett támadást éles tollvitában verte vissza; ő írta a freiburgi Kirchenlexikonba (1847) az összes magyar tárgyú s vonatkozású cikkeket; egyéb cikkei a Magyar Államban (1871. 22., 23. sz. Beszéde a magyar delegatio jan. 24. ülésén, 1872. 263. sz. Beszéde Pestvármegye nov. 12. közgyűlésén, 1886. 343. sz. Emlékbeszéde Ipolyi Arnold felett), a Földrajzi Közleményekben (1877. Beszéde, melyet a magyar Afrika-bizottságnak máj. 25. tartott alakuló ülésén tartott s amellyel a bizottság elnökét Fülöp szász Koburg és gothai herceget üdvözölte s levele a herceghez jún. 26. Bécsből az afrikai társaság ügyében), a Magyar Növénytani Lapokban (az emlékbeszédeken kívül, 1881. Ceratophyllum Pentacanthum) jelentek meg Közreműködött még a Kerner: Flora exsiccata Austro-Hungariae című nagy művénél.

## Művei
- Epistolae pastorales… ad clerum saecularem et regularem dioecesis. Clandiopoli, 1852
- Felsőházi beszéde az erdélyi unio tárgyában (jún. 17.) Pest. 1861 (különnyomat a Hirnökből)
- Emlékbeszéd, melyet… Bartakovics Béla egri érseknek, … okt. 7. az egri érseki főegyházban tartott gyászünnepélye alkalmával mondott. Eger, 1873
- Parlatore Fülöp. Emlékbeszéd, melyet írt s a m. t. akadémia 1878. jún. 16. közülésén kivonatosan felolvasott. Bpest, 1879 (u. az különny. a P. Napló 1878. 151. és 153. sz. és mint különny. a kolozsvári M. Növénytani Lapokból 1878. Németül: Bpest, 1879 Online)
- A szentirási mézgák és gyanták termőnövényei. Népszerű előadás, tartotta a m. t. akadémia közülésén. Bpest. 1880 (Akadémiai 1869. székfoglaló értekezésének ezen népszerű kivonata először a M. Növénytani Lapokban, azután a Gyógyszerészi Hetilapban és különnyomatban[4] jelent meg.)
- Castanea Vesca. I. Solum in quo in Hungaria crescit. II. Incolatus eius in Hungaria. Colocae, 1881 (előbb a firenzei Giornale Botanico-ban, 1878)
- Litterae authenticae exhibentes origines scholarum Hungariae. Colocae, 1882-85 (Ezen általa kiadott három kötetes munka a katholikus középiskolák alapításának és kifejlődésének történeti emlékeit tartalmazza.)
- Emlékbeszéd gróf Károlyi István, a sz. István-társulat elnöke fölött 1882. márcz. 23. Colocae
- Emlékbeszéd dr. Fenzl Ede, a m. t. akadémia kültagja felett. Colocae, 1885
- Emlékbeszéd Boissier Péter Edmund, a m. t. akadémia kültagja felett. Colocae, 1889